# アルラト
アルラト（モンゴル語: Arlāt、中国語: 阿児剌）とは、モンゴル部に属する遊牧集団の名称。オロナウル部から分派した氏族で、同じくオロナウルから分派した氏族にはコンゴタン、ケレングト（オロナウル・ケレングト）がいる。『元史』では阿児剌（āérlà）氏、『集史』ではارلات（Arlāt）と記される。

## 概要
アルラトがオロナウル部から分派したことは各種史料が一致して伝えるものの、そのオロナウルの出自については史料によって記述が大きく異なる。モンゴル部では伝説上の始祖ボドンチャルの血を引くモンゴル部の支配氏族をニルン、ボドンチャルの血を引かない被支配氏族をドルルギンと呼んで厳密に区別しているが、オロナウル部のみはニルンとする記述（『元朝秘史』）、ドルルギンとする記述（『集史』）が混在している。
『元朝秘史』によるとボルジギン氏のカイドゥ・カンにはチャウジン・オルテゲイという息子がおり、チャウジン・オルテゲイの子供達からオロナウル、コンゴタン、アルラト、スニト、カプトルカス、ゲニゲスといった諸氏族が派生したという。一方、『集史』ではチャウジン・オルテゲイの子孫はシジウト氏、オルテゲイ氏のみとされ、ボドンチャルの血を引かないとある家系にコンゴタン、アルラト、カルクヌウト（ケレングト）と呼ばれる3兄弟がおり、これがオロナウル3氏族の祖となったとする。また、『集史』はアルラトの語源が「父母に優しい者」であると伝えている。
アルラトは本来さほど大きな集団ではなかったようで、チンギス・カン登場以前の動向についてはほとんど記録がない。アルラト部にとって転機となったのはボオルチュ・ノヤンの登場で、ボオルチュは若きの日のチンギス・カンに仕えてその腹心の部下となり、長じてモンゴル帝国最高幹部にまで出世した。ボオルチュは「右手の万人隊長」としてチンギス・カン直属の右翼軍の統轄を任せられ、以後ボオルチュの末裔は右翼軍の統轄とケシクテイ（親衛隊）長の地位を代々世襲するようになった。
大元ウルスにおいてもボオルチュ家の特権的地位は保持され、ボオルチュ家は投下領の広平路に因んで広平王位を授与された。広平王位は代々世襲され、元末に至るまでアルラト部の繁栄は続いた。

## アルラト部広平王ボオルチュ家
- ナク・バヤン（Naqu Bayan ＞納忽伯顔/nàhū bǎiyán）
  - 右翼万人隊長ボオルチュ・ノヤン（Bo'orču ＞孛斡児出/bówòérchū,بورچى نويان/būrchī nūyān）
    - 右翼万人隊長ボロルタイ（Boroldai ＞孛欒台/bóluántái,بورالتای/būrāltāī）
      - 西方大将バルジク（Balčiq ＞班里赤/bānlǐchì,بالجیق/bāljīq）
      - ジルカミシュ（J̌irqamiš ＞جیرقامیش/jīrqāmīsh）
      - ウルグ・ノヤン＝知枢密院事ウズ・テムル（Üz temür ＞玉昔帖木児/yùxī tièmùér,اور تیمور/ūr tīmūr）
        - 広平王ムラク（Mulaq ＞木剌忽/mùlàhū）
          - 広平王アルクトゥ（Arqtu ＞阿魯図/ālŭtú）

        - 万人隊長トオリル（To'oril ＞脱憐/tuōlián）
        - 御史大夫トクトガ（Toqtoγa ＞脱忒哈/tuōtèhā）
        - 知枢密院事ニウデゲイ（Ni'udegei ＞紐的該/niŭdegāi）

    - アジュル・ノヤン（Aǰul Noyan ＞阿朮魯/āzhúlŭ,اجل نویان/ājul nūyān）
    - エル・テムル（El temür ＞یل تمور/īltimūr）

  - オゲレ・チェルビ（Ögele Čerbi ＞斡闊烈闍里必/wòkuòliè shélǐbì,اوکلا جربی/ūkla jarbī）